# Baltic Flyway
Baltic Flyway war ein Netzwerk, das den Naturschutz an den Ostsee-Küstengebiete auf beiden Seiten des Fehmarnbelts fördern sollte. Die entsprechende Vogelfluglinie wird jedes Jahr von Millionen Zug- und Brutvögeln auf ihrem Weg in ihre Sommerquartiere genutzt. Das Projekt bestand von 2010 bis 2013.
Das EU-Projekt Baltic Flyway wurde im Rahmen des INTERREG IVA Programms realisiert. Baltic Flyway war ein interdisziplinäres Netzwerk zwischen Gemeinden, Organisationen und Naturzentren rund um den Fehmarnbelt. Ziel des Netzwerkes war es, die Natur und ihre ökologische Vielfalt entlang der Vogelfluglinie zu sichern. Dabei arbeiteten die Vogelstationen und Reservate grenzüberschreitend entlang der Vogelfluglinie in Deutschland und Dänemark sowie die Naturschutzinitiativen zur Förderung biologischer Besonderheiten zusammen.

## Das Netzwerk

### Auf dänischer Seite
- Die dänische Behörde Naturstyrelsen, Storstrøm (NST) war Hauptpartner (Leadpartner) der Baltic Flyway und arbeitet in der Vermittlung von Naturerlebnissen in Dänemark, der Schaffung und Renaturierung von Naturflächen und der Verwaltung von Dänemarks Tier und Pflanzenwelt. NST bewirtschaftet ca. 200.000 Hektar Natur- und Waldgebiete in Dänemark.
- Die dänische Vogelschutz-Stiftung (Fugleværnsfonden, FVF) besitzt eine Reihe von Naturschutzgebieten, insgesamt 850 Hektar Vogelreservate, in ganz Dänemark.
- Die dänische Vordingborger Entwicklungsgesellschaft (Vordingborg Udviklingsselskab, VUS) arbeitet im Bereich Gewerbe und Tourismus auf Møn und Süd-Seeland.

### Auf deutscher Seite
- Der Umweltrat der Stadt Fehmarn (UMF) ist die Schnittstelle zwischen Tourismus, der Landwirtschaft und dem Umweltschutz. Der Umweltrat arbeitet inselweit.
- Wasservogelreservat Wallnau (NABU): An der Westküste Fehmarns liegt das 297 Hektar große Naturschutzgebiet Wallnau/Fehmarn. Es zählt zu den wertvollsten Bereichen an der Ostsee.
- Der Landschaftspflegeverein Dummersdorfer Ufer (LDU) ist länderübergreifend (Mecklenburg-Vorpommern/Schleswig-Holstein) in der gesamten Bioregion Untertrave aktiv. Das besondere Augenmerk liegt dabei auf dem Erhalt und Schutz der einmaligen Artenvielfalt und Landschaft auf über 6.500 Hektar Fläche zusammenhängender Europäischer Schutzgebiete in beiden Bundesländern.